# Wereldkampioenschap volleybal vrouwen 2014 (kwalificatie AVC)
Deze pagina beschrijft het kwalificatieproces voor het Wereldkampioenschap volleybal dat zal worden gehouden in Italië.  zestien landen  strijden om 4plaatsen in het eindtoernooi

## Eerste Ronde
De drie groepswinnaars plaatsten zich voor de laatste Ronde.

### Centraal
- Locatie:  Nakhon Pathom Sports Center Gymnasium, Nakhon Pathom, Thailand
- Datum: 26 juni 2013

|      |             |     | Wedstrijden | Wedstrijden | Sets | Sets | Sets |
| Rank | Team        | Pts | W           | L           | W    | L    |      |
| ---- | ----------- | --- | ----------- | ----------- | ---- | ---- | ---- |
| 1    | India       | 3   | 1           | 0           | 3    | 0    |      |
| 2    | Oezbekistan | 0   | 0           | 1           | 0    | 3    |      |

### Oosten
- Locatie:  Taipei Gymnasium, Taipei, Taiwan
- Datum: 28 juni 2013

|      |          |     | Wedstrijden | Wedstrijden | Sets | Sets | Sets |
| Rank | Team     | Pts | W           | L           | W    | L    |      |
| ---- | -------- | --- | ----------- | ----------- | ---- | ---- | ---- |
| 1    | Taiwan   | 3   | 1           | 0           | 3    | 0    |      |
| 2    | Hongkong | 0   | 0           | 1           | 0    | 3    |      |

### Zuidoosten
- Locatie:  Huong Hoa Gymnasium, Khe Sanh, Vietnam
- Data: 14-16 juni 2013

|      |            |     | Wedstrijden | Wedstrijden | Sets | Sets | Sets |
| Rank | Team       | Pts | W           | L           | W    | L    |      |
| ---- | ---------- | --- | ----------- | ----------- | ---- | ---- | ---- |
| 1    | Vietnam    | 9   | 3           | 0           | 9    | 1    |      |
| 2    | Indonesië  | 6   | 2           | 1           | 7    | 3    |      |
| 3    | Filipijnen | 3   | 1           | 2           | 3    | 7    |      |
| 4    | Myanmar    | 0   | 0           | 3           | 1    | 9    |      |

## Laatste Ronde
De Nummers 1 en 2 van elke groep plaatsten zich voor het WK in Italië.

### Groep A
- Locatie:  Park Arena, Komaki, Japan
- Data: 4-8 september 2013

|      |           |     | Wedstrijden | Wedstrijden | Sets | Sets | Sets |
| Rank | Team      | Pts | W           | L           | W    | L    |      |
| ---- | --------- | --- | ----------- | ----------- | ---- | ---- | ---- |
| 1    | Japan     | 12  | 4           | 0           | 12   | 0    |      |
| 2    | Thailand  | 9   | 3           | 1           | 9    | 3    |      |
| 3    | Vietnam   | 6   | 2           | 2           | 6    | 7    |      |
| 4    | Taiwan    | 3   | 1           | 3           | 3    | 9    |      |
| 5    | Australië | 0   | 0           | 4           | 1    | 12   |      |

### Groep B
- Locatie:  China
- Data: 27 september 2013 - 1 oktober 2013

|      |               |     | Wedstrijden | Wedstrijden | Sets | Sets | Sets |
| Rank | Team          | Pts | W           | L           | W    | L    |      |
| ---- | ------------- | --- | ----------- | ----------- | ---- | ---- | ---- |
| 1    | China         | 12  | 4           | 0           | 12   | 0    |      |
| 2    | Kazachstan    | 9   | 3           | 1           | 9    | 4    |      |
| 3    | Zuid-Korea    | 6   | 2           | 2           | 7    | 6    |      |
| 4    | India         | 3   | 1           | 3           | 3    | 9    |      |
| 5    | Nieuw-Zeeland | 0   | 0           | 4           | 0    | 12   |      |